# Halve marathon van Egmond 1979
De halve marathon van Egmond 1979 vond plaats op zondag 7 januari 1979. Het was de zevende editie van deze halve marathon. De organisatie was in handen van wielervereniging Le Champion. Het aantal inschrijvingen van 2050 was aanmerkelijk minder dan de jaren ervoor. De oorzaak was de invallende dooi en ijzel, waardoor vele lopers op weg naar Egmond strandden. 
De wedstrijd, die werd gelopen onder slechte omstandigheden, werd bij de mannen gewonnen door Gerard Tebroke in 1:15.50. Bij de vrouwen was Marja Wokke het sterkst met een finishtijd van 1:27.55; zij streek hiermee voor de tweede maal in haar sportcarrière met de hoogste eer in Egmond aan Zee. Voor Tebroke was dit zijn eerste overwinning. 

## Uitslagen

### Mannen
| Positie | Atleet           | Land      | Tijd    |
| ------- | ---------------- | --------- | ------- |
| 1       | Gerard Tebroke   | Nederland | 1:12.50 |
| 2       | Theo Verbeek     | Nederland | 1:13.30 |
| 3       | Frans Smit       | Nederland | 1:15.43 |
| 4       | Nico van Stralen | Nederland | 1:15.52 |
| 5       | Wim Zeegers      | Nederland | 1:16.14 |

### Vrouwen
| Positie | Atlete           | Land      | Tijd    |
| ------- | ---------------- | --------- | ------- |
| 1       | Marja Wokke      | Nederland | 1:27.55 |
| 2       | Plonie Scheringa | Nederland | 1:32.45 |
| 32      | Joke van Bruggen | Nederland | 1:37.05 |

1973 ·
1974 ·
1975 ·
1976 ·
1977 ·
1978 ·
1979 ·
1980 ·
1981 ·
1982 ·
1983 ·
1984 ·
1985 ·
1986 ·
1987 ·
1988 ·
1989 ·
1990 ·
1991 ·
1992 ·
1993 ·
1994 ·
1995 ·
1996 ·
1997 ·
1998 ·
1999 ·
2000 ·
2001 ·
2002 ·
2003 ·
2004 ·
2005 ·
2006 ·
2007 ·
2008 ·
2009 ·
2010 ·
2011 ·
2012 ·
2013 ·
2014 ·
2015 ·
2016 ·
2017 ·
2018 ·
2019 ·
2020 ·
2021 ·
2022 ·
2023 ·
2024 ·
2025